# Liga Nacional de Honduras 1980-81
La temporada 1980-1981 de la Liga Nacional de Fútbol de Honduras fue la decimoquinta edición profesional de esta liga. 
El formato del torneo se mantuvo igual que la temporada anterior. Real CD España ganó el título tras derrotar a la C.D. Marathón en una final de 3 series. Ambos equipos se clasificaron para la Copa de Campeones de la Concacaf 1981. Adicionalmente, obtuvieron plazas para la Copa Fraternidad 1981 junto a C.D. Olimpia y C.D. Vida.
Debido a la participación de la selección nacional en las eliminatorias para la Copa Mundial de España 1982, la liga definió que no se produciría ningún descenso esta temporada. Platense FC, que terminó último, fue penalizado económicamente.

## Formato
Los diez participantes disputan el campeonato bajo un sistema de liga, es decir, todos contra todos a visita recíproca, con un criterio de puntuación que otorga:
- 2 puntos por victoria
- 1 punto por empate
- 0 puntos por derrota.

Los primeros cinco lugares clasifican a una pentagonal, donde el campeón se define mediante partidos de ida y vuelta entre el ganador de la fase regular y el ganador de la pentagonal. En caso de un empate de puntos (dos empates o una victoria cada equipo), se disputa un tercer juego de desempate.
En caso de concluir con dos equipos empatados para la clasificación, se procedería a un partido de desempate entre ambos conjuntos; de terminar en empate dicho duelo, se nombrará clasificado al equipo que obtuvo mayor diferencia de goles.

## Ascensos y descensos
| Ascendido de la Segunda División 1979-80 |
| ---------------------------------------- |
| Atlético Morazán                         |

| Descendido en la Liga Nacional 1979-80 |
| -------------------------------------- |
| Atlético Portuario                     |

## Equipos participantes
| Equipo           | Sede           |
| ---------------- | -------------- |
| Atlético Morazán | Tegucigalpa    |
| Broncos          | Choluteca      |
| Marathón         | San Pedro Sula |
| Motagua          | Tegucigalpa    |
| Olimpia          | Tegucigalpa    |
| Platense         | Puerto Cortés  |
| Real España      | San Pedro Sula |
| UNAH             | Tegucigalpa    |
| Victoria         | La Ceiba       |
| Vida             | La Ceiba       |

## Fase regular
| Pos. | Equipo           | Pts. | PJ | G  | E  | P  | GF | GC | Dif. |
| ---- | ---------------- | ---- | -- | -- | -- | -- | -- | -- | ---- |
| 1.   | Real España      | 34   | 27 | 14 | 6  | 7  | 35 | 26 | +9   |
| 2.   | Vida             | 31   | 27 | 12 | 7  | 8  | 33 | 30 | +3   |
| 3.   | Marathón         | 29   | 27 | 8  | 13 | 6  | 39 | 32 | +7   |
| 4.   | Olimpia          | 29   | 27 | 10 | 9  | 8  | 31 | 32 | -1   |
| 5.   | Victoria         | 28   | 27 | 10 | 8  | 9  | 27 | 33 | -6   |
| 6.   | Motagua          | 27   | 27 | 6  | 15 | 6  | 32 | 31 | +1   |
| 7.   | UNAH             | 23   | 27 | 10 | 3  | 14 | 33 | 35 | -2   |
| 8.   | Broncos          | 23   | 27 | 6  | 11 | 10 | 28 | 30 | -2   |
| 9.   | Atlético Morazán | 23   | 27 | 7  | 9  | 11 | 28 | 32 | -4   |
| 10.  | Platense         | 23   | 27 | 7  | 9  | 11 | 22 | 27 | -5   |

|  | Clasifica a la pentagonal, a la final y a la Copa de Campeones de la Concacaf 1981 |
|  | Clasifica a la pentagonal                                                          |

## Pentagonal
| Pos. | Equipo      | Pts. | PJ | G | E | P | GF | GC | Dif. |
| ---- | ----------- | ---- | -- | - | - | - | -- | -- | ---- |
| 1.   | Olimpia     | 11   | 8  | 4 | 3 | 1 | 12 | 4  | +8   |
| 2.   | Marathón    | 11   | 8  | 4 | 3 | 1 | 13 | 6  | +7   |
| 3.   | Real España | 11   | 8  | 5 | 1 | 2 | 12 | 9  | +3   |
| 4.   | Vida        | 5    | 8  | 1 | 3 | 4 | 4  | 11 | -7   |
| 5.   | Victoria    | 2    | 8  | 0 | 2 | 6 | 3  | 14 | -11  |

|  | Clasifica a la final, a la Copa Fraternidad 1981 y la Copa de Campeones de la Concacaf 1981 |
|  | Clasifica a la Copa Fraternidad 1981                                                        |

## Final
| 6 de diciembre de 1980 | Real España                 | 2:0 (2:0) | Marathón | Estadio Francisco Morazán, San Pedro Sula |                             |
|                        | Chavarría 11' · Mendoza 45' |           |          | Árbitro(s): Porfirio Guerra               | Árbitro(s): Porfirio Guerra |

| 11 de diciembre de 1980 | Marathón | 1:0 | Real España | Estadio Francisco Morazán, San Pedro Sula |                          |
|                         | Bailey   |     |             | Árbitro(s): Germán Palma                  | Árbitro(s): Germán Palma |

| 17 de diciembre de 1980 | Real España                 | 2:1 (1:1) | Marathón | Estadio Francisco Morazán, San Pedro Sula |                                |
|                         | Jimminson 3' · Costly 90+3' |           | Pavón 1' | Árbitro(s): José Manuel Andino            | Árbitro(s): José Manuel Andino |

|                               |
| Real España Campeón 4° título |